# Josep Soler i Ventura
Josep Soler i Ventura (* 1872 in Granollers; † 9. August 1946 in Barcelona) war ein katalanischer Violoncellist und langjähriger Professor für dieses Instrument am Städtischen Konservatorium von Barcelona.

## Leben und Wirken
Soler studierte Cello bei Joan Baucís wahrscheinlich am Conservatori del Liceu. Mit zehn Jahren trat er dem Chor Escolania de la Mercè in Barcelona bei. Bereits im Alter von 13 Jahren war er Mitglied mehrerer Orchester. Soler wirkte zunächst als Solist im Orchester des Gran Teatre del Liceu in Barcelona. Seit November 1896 wirkte er bis 1940 für mehr als 40 Jahre als Professor für Violoncello am Conservatori Municipal de Música de Barcelona. In dieser äußerst langen Dozententätigkeit bildete er unter anderem folgende Violoncellisten aus: Antoni Sala i Julià, Josep Trotta i Millan, Antoni Planàs i Marca, Josep Ricart i Matas, Rogel·li Huguet i Tagell, Aurèlia Sancristòfol, Sants Sagrera i Anglada, Aurora Bertrana i Salazar (Tochter des Schriftstellers Prudenci Bertrana), Gabriel Rodó i Vergés, Josep Valls i Royo, Joan Pich i Santasusana sowie Josep Guinart i Ortiga.